# Phillip Spaulding
Phillip Granville Spaulding è, dall'inizio degli anni ottanta, uno dei personaggi principali della soap opera statunitense Sentieri (Guiding Light). 

Lo hanno interpretato: (da ragazzo) Jarrod Ross (1977 – 1981) (doppiato in Italia da Paolo Torrisi), (da adulto) Grant Aleksander (1982-1985; 1986-1991; 1996-2004; e 2009) e John Bolger (1985-1986) (doppiati da Gabriele Calindri).
Il personaggio esordì il 23 novembre 1977 e comparve nella serie fino al 2005; venne reintrodotto nel gennaio 2009, sempre impersonato da Grant Aleksander, e rimase fino alla conclusione della soap nel settembre dello stesso anno.
L'interpretazione del personaggio valse a Grant Aleksander un riconoscimento ai Soap Opera Digest Awards del 1999 (assieme a Beth Ehlers nella categoria "Coppia preferita in una soap opera") e alcune nomination agli Emmy Awards.

## Profilo del personaggio
Phillip è il figlio adottivo del magnate Alan Spaulding (interpretato dagli attori Christopher Bernau, Daniel Pilon e Ron Raines) e di Elizabeth Granville e figlio naturale di Justin Marler e Jackie Scott.

Di professione fa il dirigente nelle industrie del padre adottivo, le Industrie Spaulding, ma da giovane aveva anche la passione per la scrittura e la letteratura.

È stato sposato per ben sei volte:  la prima volta con Mindy Lewis (interpretata da Krista Tesreau), poi con India von Halkein (Mary Kay Adams), con Christina "Blake" Lindsay Thorpe) (figlia di Holly Lindsay e Roger Thorpe; interpretata dalle attrici Elizabeth Dennehy, Sherry Stringfield e Liz Keifer), che in seguito (sposando Ross Marler) diverrà sua "zia", quindi con Beth Raines (interpretata da Judy Evans, Lisa Loughridge e Beth Chamberlin), il suo unico vero amore, quindi con Harley Cooper (interpretata da Beth Ehlers) ed infine con Olivia Spencer (Crystal Chappell). Quattro sono, invece, i figli: due li ha avuti con Beth e uno a testa con le ultime due mogli, vale a dire, rispettivamente Elizabeth detta "Lizzie" (interpretata dalle attrici Hayden Panettiere, MacKenzie Mauzy, Crystal Hunt e Marcy Rylan), James, Alan jr. detto "Zach" ed Emma.

Il suo più grande amico è  da sempre Frederick “Rick” Bauer (interpretato da Michael O’Leary).

## Principali vicende del personaggio
La storia travagliata di Phillip comincia già alla nascita, sulla quale pende un terribile segreto: il magnate Alan Spaulding (Christopher Bernau), pur di non rivelare alla moglie Elizabeth Granville che il loro figlio è nato morto, convince Jackie Marler (sua futura moglie) – che, nel frattempo, aveva partorito un bimbo sano all'insaputa del marito Justin Marler, con cui è in rotta – di cedergli il suo.

Phillip crederà così per anni di essere figlio naturale di Alan ed Elizabeth e il suo stesso vero padre Justin Marler verrà a conoscenza della verità solo quando il figlio (interpretato da Jordan Ross) è ormai quasi un adolescente: proprio in quel periodo, Justin, medico chirurgo, salverà Phillip, colto da un improvviso attacco di appendicite.
All'età di diciotto-diciannove anni, Phillip si innamora, ricambiato, di Beth Raines (all'epoca, interpretata da Judi Evans), la ragazza (anche se solo per qualche serata) del suo amico Rick Bauer (Michael O’Leary).  Questa storia d'amore sarà però contrastata dal violento patrigno di Beth, Bradley Raines (interpretato da James Rebhorn), gelosissimo della ragazza, verso la quale prova una segreta e morbosa passione.

E proprio in quel periodo e proprio dalla bocca di Bradley Raines Phillip scopre la verità su chi sia il suo vero padre, verità che il patrigno di Beth aveva casualmente scoperto. Accade tutto durante la festa per il diciottesimo compleanno di Mindy Lewis (Krista Tesreau, quando l'uomo – ubriaco dopo essere stato licenziato dalle Industrie Spaulding, dove lavorava come guardia giurata –  compie la sua vendetta ed avvicina Phillip con parole molto dure. A quel punto Phillip va a chiedere spiegazioni ad Alan e a Justin, che, tra l'imbarazzo dei presenti, gli raccontano tutta la verità.
Inizia così per Phillip un periodo molto duro: non solo scoprirà che anche i suoi migliori amici Mindy e Rick sapevano la verità, ma vede anche Beth  allontanarsi da lui, apparentemente senza spiegazioni.

In realtà la ragazza prova vergogna dopo essere stata violentata dal patrigno e non vuole più vedere nessuno:  non comprendendo i motivi del “distacco”, Phillip si ubriaca e finisce a letto con l'amica Mindy Lewis, mettendola incinta (anche se poi la gravidanza non verrà portata a termine), cosicché sarà costretto a sposarla.
Ritroverà l'amore di Beth solo anni dopo: lei aveva appena perso il fidanzato Lujack (interpretato da Vincent Irizarry), il cugino di Phillip, morto in una terribile esplosione, lui (interpretato all'epoca da John Bolger) veniva da un matrimonio infelice con India von Halkein (Mary Kay Adams). Ma la felicità durerà poco: Beth scompare infatti in circostanze misteriose e tutti la credono morta.
Negli anni in cui Phillip (nuovamente interpretato da Grant Aleksander) crede che Beth sia morta, ha una breve relazione con Chelsea Reardon, ma la relazione è destinata a fallire, perché Phillip non riesce a dimenticare il suo grande amore; in quel periodo, Phillip viene, tra l'altro, perseguitato da un serial killer e rischia di morire dopo aver mangiato una bistecca avvelenata.

In seguito, Phillip si innamora di Christina Lindsay Thorpe detta “Blake” (Elizabeth Dennehy) e la sposa, ma il matrimonio è di breve durata e Blake (ora interpretata da Sherry Stringfield) si “consola” con Alan-Michael Spaulding (Carl T. Evans), il fratellastro di Phillip.
Ritrovata Beth (che ha ora il volto dell'attrice Beth Chamberlin) dopo qualche anno, Phillip viene ingiustamente accusato dell'omicidio (in realtà si era trattato di un incidente, provocato dalla vittima stessa) di Neil Everest (interpretato da Patrick O'Connell), l'uomo che si era occupato della ragazza nel periodo in cui tutti la credevano morta. In attesa che la verità venga a galla, Phillip si vede costretto – con l'aiuto della stessa Beth e dall'amico fraterno Rick Bauer – ad inscenare la propria morte, facendo saltare in aria la propria auto con all'interno un cadavere trafugato dall'obitorio.
Dopo tutte queste traversie, finalmente Phillip riesce a coronare il suo sogno d'amore con Beth, da cui avrà la primogenita Lizzie (che, tra l'altro, rischierà di morire a causa di una grave malattia), ma anche questo matrimonio è destinato a fallire.

Ancora meno dureranno i successivi matrimoni con Harley Cooper (Beth Ehlers) ed Olivia Spencer (Crystal Chappell).
Nell'ultimo periodo in cui il personaggio fa la sua apparizione nella soap opera, Phillip soffre di una malattia mentale e perseguita le ex-mogli, arrivando a rapire i figli che aveva avuto con Harley (Zach) ed Olivia (Emma) ed il figlio più piccolo avuto da Beth (James).

Odiato da tutti, viene colpito a morte (o, almeno, così sembra) da un colpo di pistola sparato dal padre Alan.

Dell'omicidio viene accusata l'ex-moglie Harley, che viene condannata, prima che lei (da latitante) riesca a scoprire assieme al fidanzato Gus Aitoro (Ricky Paull Goldin), il figlio naturale di Alan e quindi fratellastro di Phillip, la verità e a far incarcerare Alan dopo oltre un anno dall'omicidio.
Ma come si sa, le soap operas ci hanno abituato a molte “resurrezioni” (in Sentieri stesso, è “resuscitata” più volte Reva Shayne) e anche nel caso di Phillip si è deciso a fare lo stesso: scopriamo infatti che Phillip era sopravvissuto alle gravi ferite riportate e che Alan, con l'aiuto di un medico compiacente, ha fatto dichiarare il figlio morto per poterlo internare in un istituto psichiatrico e proteggerlo così da chi gli voleva male.

Una volta arrestato, Alan racconta la nuova verità, ma nessuno è disposto a credere a questa storia inverosimile (anche perché, nel frattempo, Phillip non si trova più nel nascondiglio originario), tranne – forse – Harley Cooper...
Le indagini di Harley, aiutata dall'ex marito, il detective A.C. Mallett, sembrano non portare a nulla, perché Rick Bauer, il miglior amico di Phillip lo ha aiutato a scappare, falsificando le analisi sul cadavere riesumato per stabilire se realmente fosse di Phillip.
L'unico a sapere la verità oltre Rick e Alan è Mallett, che ha visto Phillip vivo al parcheggio delle Torri, ma deciderà di non dire niente convinto che Rick abbia fatto tutto per proteggere l'amico.
Un anno dopo la morte di Ross Marler in un incidente aereo che si rivelerà un omicidio, porterà Harley & Gus a scoprire la verità, infatti l'uomo è morto perché aveva scoperto che il nipote era vivo e dove si trovava (in un'isola delle Hawaii dove la sua famiglia aveva una casa), ma qualcuno lo ha ucciso perché la cosa rimanesse segreta e il sospettato numero 1 è Alan-Michael Spaulding, in realtà l'unico responsabile è Rick che per aiutare Phillip a lasciare l'isola pagò un uomo per sabotare l'aereo di Ross affinché non potesse raggiungere l'isola, purtroppo l'aereo, che nei piani non sarebbe dovuto partire, prese il volo schiantandosi e causando la morte di Ross.

## Il personaggio nella cultura di massa
- Nel 2012 uscì negli Stati Uniti un cofanetto di 5 DVD intitolato The Story of Phillip Spaulding, che riassume 32 anni di vicende del personaggio[4]
- Il personaggio è citato in Oblivion: Stories e The David Foster Wallace Reader, opere dello scrittore e saggista David Foster Wallace[9][10]